# Pseudodiabrotica
Pseudodiabrotica là một chi bọ cánh cứng trong họ Chrysomelidae.
Chi này được miêu tả khoa học năm 1892 bởi Jacoby.

## Các loài
Chi này gồm các loài:
- Pseudodiabrotica metallica Jacoby, 1892